# 普雷佩查帝国
普雷佩查帝国（西班牙語：Imperio purépecha；普雷佩查语：Iréchecua Tzintzuntzáni，意为“钦聪灿之地”），旧称塔拉斯卡王国，是墨西哥的原住民古王国，疆域大致涵盖今日墨西哥的米却肯州、哈利斯科州和瓜那华托州部分领土。当西班牙人于16世纪到达中美洲时，按照面积和人口计算，普雷佩查是当地仅次于阿兹特克的第二大国。
普雷佩查建国于14世纪早期，于1530年被西班牙人征服。1543年被纳入新西班牙总督辖区米却肯辖区，“米却肯”（Michoacán）在阿兹特克纳瓦特尔语中意为“渔民之地”。和阿兹特克帝国一样，普雷佩查王国更像是一个大规模的朝贡体系，但集权程度较阿兹特克强。普雷佩查国家以建于帕茨夸罗湖湖畔的都城钦聪灿为中心。
普雷佩查国王被称为卡松奇（Cazonci）。根据普雷佩查传说和口头故事，普雷佩查的开国君主名为塔里亚库里（Taríacuri），他建造了钦聪灿城。普雷佩查王国和阿兹特克帝国存在于同一历史年代，两国之间长期敌对，战争频仍。普雷佩查抵挡住了阿兹特克人向西北方向的扩张。由于政治上的孤立，普雷佩查文化和其他中美洲民族有着很大不同。他们擅长使用金属制作工具和饰品，甚至是武器。阿兹特克的绝大部分铜制品皆为自普雷佩查进口而来。
普雷佩查国家的主要民族是普雷佩查人，除此之外还有马特拉钦卡人、马萨瓦人、奥托米人、春塔尔人、奇奇梅克人和纳瓦人等。
普雷佩查冶金业发达，是中美洲古文明之冠。他们掌握铜、银和黄金的冶炼技术。钦聪灿的王宫和陵墓中发现了铜银合金圆盾、臂带、手镯、王冠和面具等制品，此外还有铜制的针、鱼钩、镊子、斧头和锥子等工具。珍贵的宗教宝物在西班牙征服期间被掠夺殆尽。

## 名称
现代用法中的“普雷佩查”一词是当时仍在使用的当地称呼“P'orhépicha”的西班牙化形式，在普雷佩查语中的意思是“普通人”。这个词来源于词根“P'orhe- ”，意思是“访问”或“去”，暗指人们在日常工作中漫步。普雷佩查人会被称呼为另一个词是“塔拉斯卡”（Tarascan），源自普雷佩查语词“Tarhaskwa”，意思是“岳父母/儿媳”。如果没有在正确定义中使用该词，则该词是对普雷佩查人的贬义称呼。

### 普雷佩查或米却肯之间的争义
应该如何称呼这个历史上的王国，人类学家、历史学家和考古学家都在讨论。
- 米却肯（Michoacan）一词起源于16世纪的纳瓦特尔语“Michhuahqueh”，用来指代帕茨夸罗湖地区的居民，它的意思是“鱼类盛产之地的居民”。
- 普雷佩查（Purépecha）一词在同名语言中意为“普通人”，指的是此地前西班牙裔人口中最大的一部分，以及“pꞌurhé”的当前使用者。
- 塔拉斯卡（Tarasco）一词来自于“Tarasque”这个词，在普雷佩查语中是“女婿或岳父”的意思，征服者用这个词来嘲笑普雷佩查人，所以这个词就像一种侮辱。
- Uacúsecha一词在普雷佩查语中意为“鹰”，在16世纪用于指代此地的创始民族。[6]

塔拉斯卡（Tarasco）一词通常以非常错误的方式用于指代前西班牙时代的文化群体，而将普雷佩查用于当代文化群体。指代土著社区居民的正确方式是普雷佩查。

## 历史
在中美洲历史的古典时代晚期，分布于帕茨夸罗湖周边的民族除了人口最多的普雷佩查人外，还有纳瓦人和齐齐梅克人，其中纳瓦人人口仅次于普雷佩查人。根据传说，1300年，一位名为塔里亚库里的普雷佩查酋长统一了帕茨夸罗湖的周边地区，控制了伊瓦奇奥（Ihuatzio）、钦聪灿和帕茨夸里（Pátzcuari）三座城市。他任命两个儿子伊里潘（Hiripan）和坦加苏安（Tangáxuan）分别统治伊瓦奇奥和钦聪灿，帕茨夸里由他亲自统治。塔里亚库里在1350年左右去世，当时他的王朝已经统治了帕茨夸罗湖周边所有的城市。他的儿子伊里潘继续向奎采奥湖方向扩张。
伊里潘和坦加苏安先后称王，他们巩固了朝贡体系、创立了行政官僚体系，并将国土扩张至巴尔萨斯河流域。随后在国王齐齐潘达夸雷（Tzitzipandáquare）的统治下，普雷佩查得到进一步扩张，但在和阿兹特克人的对抗中落于下风。1460年，普雷佩查军队抵达太平洋沿岸的萨卡图拉（Zacatula），向托卢卡山谷进发。在北方，普雷佩查的国境扩展到了今日的墨西哥瓜那华托州。1470年起，阿兹特克的特拉托阿尼（皇帝）阿沙亚卡特尔进攻普雷佩查边境，攻下数个城镇，矛头直指国家腹地，但普雷佩查国抵抗顽强，最终击退了阿兹特克的入侵。这导致普雷佩查国格外注重阿兹特克边境地区的防卫建设，齐齐潘达夸雷因而决定将被驱逐出国境的奥托米人和马特拉钦卡人等异族迁移至此，参与防御军队。1480年起，阿维特索特尔继续进攻边境地区，力度不减反增。1479年登基的新王苏安瓜（Zuangua）率军击退了入侵。受阿兹特克入侵影响，普雷佩查的征服活动陷入停滞。1520年，坦加苏安二世登基。
1521年，阿兹特克帝国陷落，亡于入侵的西班牙军队。坦加苏安二世得知消息后，派使者同西班牙人会面。后者随使者进入都城钦聪灿，得到了坦加苏安二世的黄金赠礼。不料黄金激起了埃尔南·科尔特斯对普雷佩查国的兴趣。1522年，克里斯托瓦尔·德奥利德率西班牙军进入钦聪灿，成千上万的普雷佩查军队不战而降，坦加苏安二世被迫称臣，但被给予极大自主权。坦加苏安继续维持其朝贡体系，当地人同时向科尔特斯和坦加苏安二人同时进贡，但坦加苏安交给西班牙人的贡品微乎其微。西班牙人因而派努尼奥·德古斯曼和异议贵族奎尼耶兰加里（Cuinierángari）率军讨伐坦加苏安，后者在1530年2月14日遭处决。普雷佩查王朝自此灭亡。

## 历代统治者
1. 塔里亚库里（Taríacuri），约1300–1350
2. 伊金加赫（Hiquingaje），1350–？
3. 伊里潘（Hiripan），？–约1430
4. 坦加苏安（Tangáxuan），1430–1454
5. 齐齐潘达夸雷（Tzitzipandáquare），1454–1479
6. 苏安瓜（Zuangua），1479–1520
7. 坦加苏安二世（Tangáxuan II），1520–1530

## 书目
- Covarrubias, Miguel. . New York: Alfred A. Knopf. 1957.
- Gorenstein, Shirley. . Helen Perlstein Pollard  (编). . The Civilization of the American Indian series, vol. 209. Norman: University of Oklahoma Press. 1993: xiii–xx. ISBN 978-0-8061-2497-1. OCLC 26801144.
- Pollard, Helen Perlstein. . The Civilization of the American Indian series, vol. 209. Norman: University of Oklahoma Press. 1993. ISBN 978-0-8061-2497-1. OCLC 26801144.
- Pollard, Helen Perlstein. . Carlos Paredes Martínez; Marta Terán  (编). . Colección Investigaciones series vol. 1. Zamora, Mexico: Colegio de Michoacán. 2003: 49–60. ISBN 978-970-679-121-4. OCLC 55237579 （西班牙语）.
- Silverstein, Jay. . Abstract of a paper presented at the 100th Annual Meeting of the American Anthropological Association, Washington, D.C. 2001.
- Warren, J. Benedict. . Americas. 1963, 19 (4): 404–412. JSTOR 979507. doi:10.2307/979507.
- ———. . Norman: University of Oklahoma Press. 1985.
- ———. . 27, Americas: 307–327. 1970–1971.
- Weaver, Muriel Porter.  3rd. San Diego, California: Academic Press. 1993. ISBN 978-0-12-739065-9. OCLC 25832740.